# کلارا کولیور رایس
کلارا کولیور (هوموند) رایس (Clara Colliver Hammond Rice)، متولد ۱۸۶۶ در لندن، مرگ ۱۹۵۲. او همسر یکی از اعضای هیئت اعزامی مذهبی و تبلیغی مسیحی ساکن جلفای اصفهان بوده‌است و در مجموع چهار مرتبه به ایران سفر کرده؛ او هیچگاه به صراحت از شغل و حرفه رسمی خود در ایران یاد نمی‌کند، اما احتمالاً در بیمارستان مبلغان مسیحی، ارائه خدماتی را به عهده داشته‌است. سفرهای او در خلال سال‌های پیش و پس از جنگ جهانی اول و اواخر دورهٔ قاجار و اوایل دوره پهلوی صورت گرفته‌است.
سفر اول به اصفهان، سفر دوم به شیراز، سفر سوم (۱۹۱۷ م) مجدداً به اصفهان، و آخرین سفر او نیز در ۱۹۱۹ م و مقارن با حکومت احمد شاه قاجار، باز به اصفهان بود که پس از آن، به تهران و سپس انزلی رفت و از آن طریق از کشور خارج شد. وی در سفر چهارم حدود ۸ هفته در ایران اقامت کرد، و در همین سفر بود که سفرنامهٔ خود را نگاشت.

## انتشارات
او حاصل سفر خود را به ایران در دو کتاب با عنوان‌های «زنان ایرانی و راه و رسم زندگی آنان، سفرنامهٔ کلارا کولیور رایس» و «مری برد در پرشیا» منتشر کرده‌است. کتاب نخست در ایران توسط  اسدالله آزاد به فارسی ترجمه و توسط نشر کتابدار در سال ۱۳۸۳ منتشر شده‌است. سفرنامهٔ او در ۲۷ فصل نگاشته شده و دربردارندهٔ تصاویر گویا و ارزشمندی است که کمک شایانی به فهم دقیق‌ترِ توصیف‌های رایس از زندگی مردم ایران، خصوصاً زنان، می‌کند. رایس در میان گروه‌های مختلف اجتماعی زنان، از روستاییان و ایلات کوچ‌رو مانند بختیاریها تا زنان دربار، به‌خوبی توانسته‌است به وصف فرهنگ و آداب و اعتقادات آنها بپردازد و همچون یک مردم‌نگار، ویژگیهای مادی و معنوی زندگی آنها را به تصویر بکشد. او هدف خود را از نگارش این کتاب، ارائه تصویری از سیمای زن ایرانی و محیط پیرامون وی، ترسیم وضعیت شخصیت، قلمرو و قدرت، شیوه‌های انجام امور و نمایاندن غم و شادی‌های زنان ایرانی آن روزگار برمی‌شمارد، از این رو، کتاب در واقع گزارش مشاهدات نویسنده از وضعیت و شرایط زن ایرانی آن زمان است؛ عنوان فصول این کتاب به این شرح است: ۱ – زندگانی زنان ایرانی، ۲ – زنان پارسی، یهودی و ارمنی، ۳ – زنان مسلمان شهری، ۴ – زنان روستایی، ۵ – زنان ایلاتی بختیاری‌ها، ۶ – زنان ایلاتی قشقایی‌ها، ۷ – مقام و منزلت زن؛ ۸ – شوهران، ۹ – هووها، ۱۰ – کودکی، ۱۱ – دختران ایرانی، ۱۲ – تعلیم و تربیت، ۱۳ – لباس، ۱۴ – منازل ایرانی، ۱۵ – خوراک و شیرینی، ۱۶ – خرید، ۱۷ – سرگرمی، ۱۸ – سفر، ۱۹ – صنایع، ۲۰ – ایام سور و سوگ، ۲۱ – خرافات، ۲۲ – بیماری و مرگ، ۲۳ – میهن دوستی، ۲۴ – آینده زنان ایرانی، ۲۵ – زن انگلیسی در ایران، ۲۶ – تعطیلات و بازگشت به وطن، در پایان عکس‌هایی از زنان ایرانی و شهرهای مختلف چاپ شده‌است